# 神宮大麻

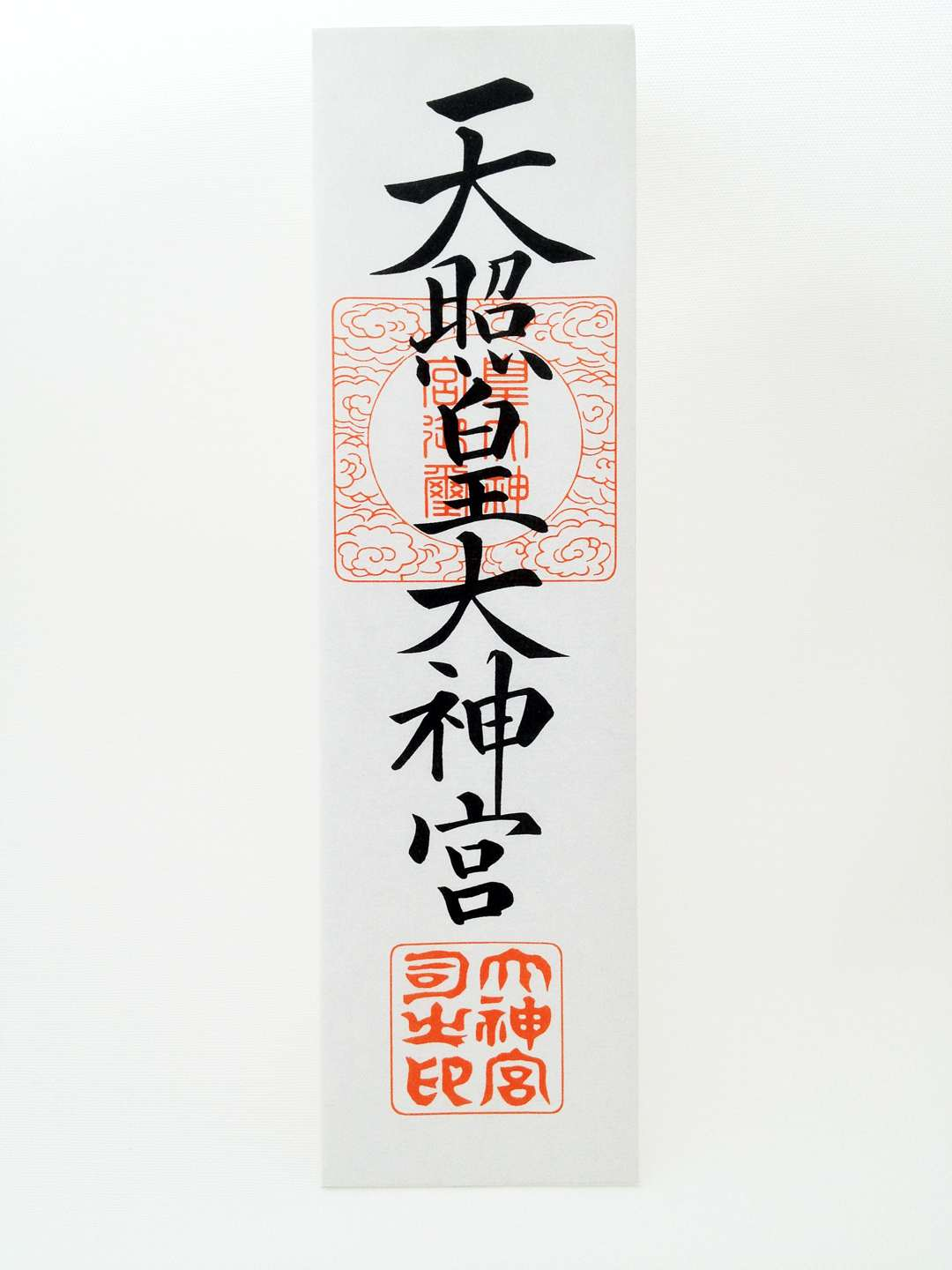
神宮大麻

神宮大麻是用乾淨的和紙包裹祓串御真（ぎょしん）的伊勢神宮神札（おふだ）。2003年，神宮司廳教学課的『神宮大麻史料妙改定第一版』出版，次年神社本廳教学課的『神宮大麻に関する研究会報告書』出版。2011年，發放的的神宮大麻数量为8,885,545。